# Danyilovkai járás

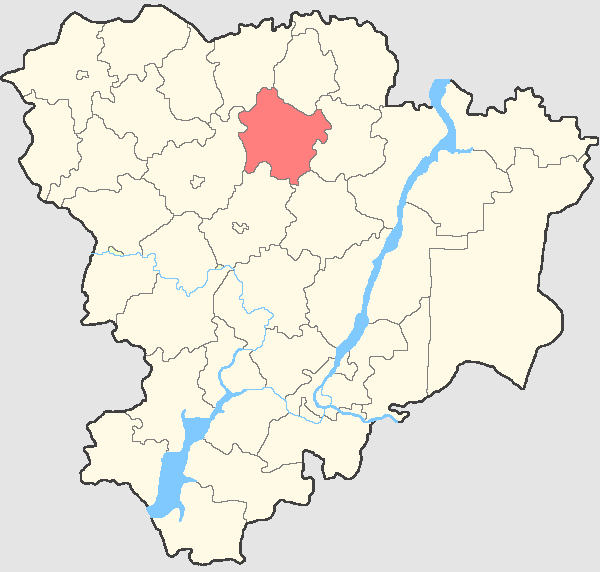
A Danyilovkai járás a Volgográdi területen

A Danyilovkai járás (oroszul Даниловский муниципальный район) Oroszország egyik járása a Volgográdi területen. Székhelye Danyilovka.

## Népesség
- 1989-ben 20 859 lakosa volt.
- 2002-ben 19 348 lakosa volt.
- 2010-ben 16 908 lakosa volt, melyből 15 600 orosz, 159 ukrán, 154 örmény, 130 csuvas, 84 cigány, 77 német, 74 kazah, 69 azeri, 56 tadzsik, 50 fehérorosz, 50 mari, 46 csecsen, 29 moldáv, 26 udmurt, 22 tabaszaran, 17 mordvin, 16 dragin, 15 koreai, 13 üzbég stb.